# Elizabeth Jesser Reid

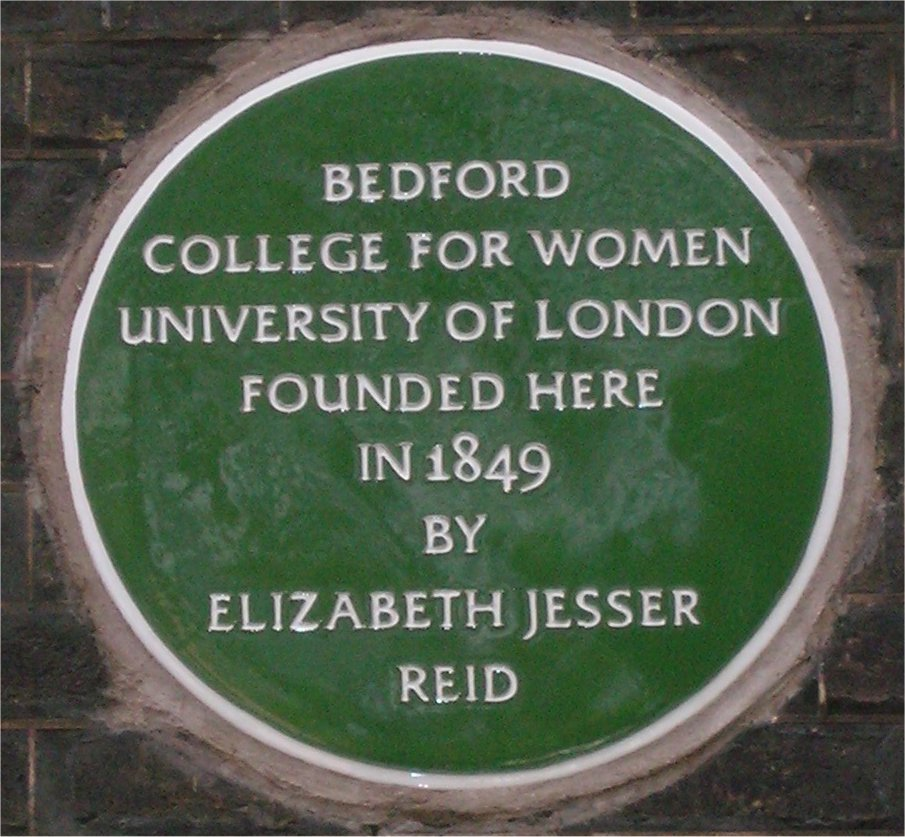
Gedenktafel am Bedford Square, London

Elizabeth Jesser Reid (geboren am 25. Dezember 1789 in London als Elisabeth Jesser Sturch; gestorben am 1. April 1866) war eine englische Sozialreformerin und frühe Frauenrechtlerin, die sich gegen die Sklaverei im Vereinigten Königreich einsetzte. Sie ist bis heute bekannt durch die Gründung des Bedford College in London.

## Leben
Elisabeth Jesser Sturch war die Tochter von William Sturch, einem wohlhabenden unitaristischen Händler und Autor. Im Juni 1821 heiratete sie den ebenfalls begüterten Arzt Dr. John Reid, der in Glasgow Grundbesitz hatte. Er starb bereits im Juli 1822 und hinterließ der Witwe sein Vermögen, welches sie fortan zu wohltätigen Zwecken einsetzte.
Sie setzte sich gegen Sklaverei ein und nahm an der Ersten Anti-Sklaverei-Weltversammlung im Jahr 1840 teil, wo sie unter anderem Lucretia Mott traf. Sie zeigte sich sehr interessiert am Ausgang des Amerikanischen Bürgerkriegs sowie an den kontinentalen Revolutionen 1848, etwa in Frankreich, Deutschland und Italien.
1849 gründete Reid das Ladies’ College Bedford Square, heute Bedford College in London, eine nur für Frauen bestimmte, konfessionslose und liberale Einrichtung für höhere Bildung. Dies war zu dieser Zeit ein Novum in Großbritannien, und Bedford College spielte eine Schlüsselrolle in der beginnenden Frauenrechtsbewegung. Prominente zeitgenössische Unterstützerinnen der Idee waren unter anderem Harriet Martineau und Frances Lupton. Ursprünglich hatte Reid das College lediglich auf Basis eines Darlehens über 1500 £ gegründet, doch als 1856 finanzielle Schwierigkeiten auftraten, bestand sie nicht auf einer Rückzahlung.
Reid hinterließ 1866 nach ihrem Tod eine Stiftung, die noch bis ins 20. Jahrhundert Bildungsstipendien an Frauen vergab. 1877 erhielt Bedford College die Genehmigung, Vorexamen durchzuführen und damit Hochschulzulassungen zu vergeben. Bedford College wurde 1900 mit der Universität London vereinigt und innerhalb dieser Einrichtung 1985 mit dem Royal Holloway vereinigt. Auf dem Campus ist eine der Wohneinrichtungen nach Reid benannt.